# Raffaello del Brescianino

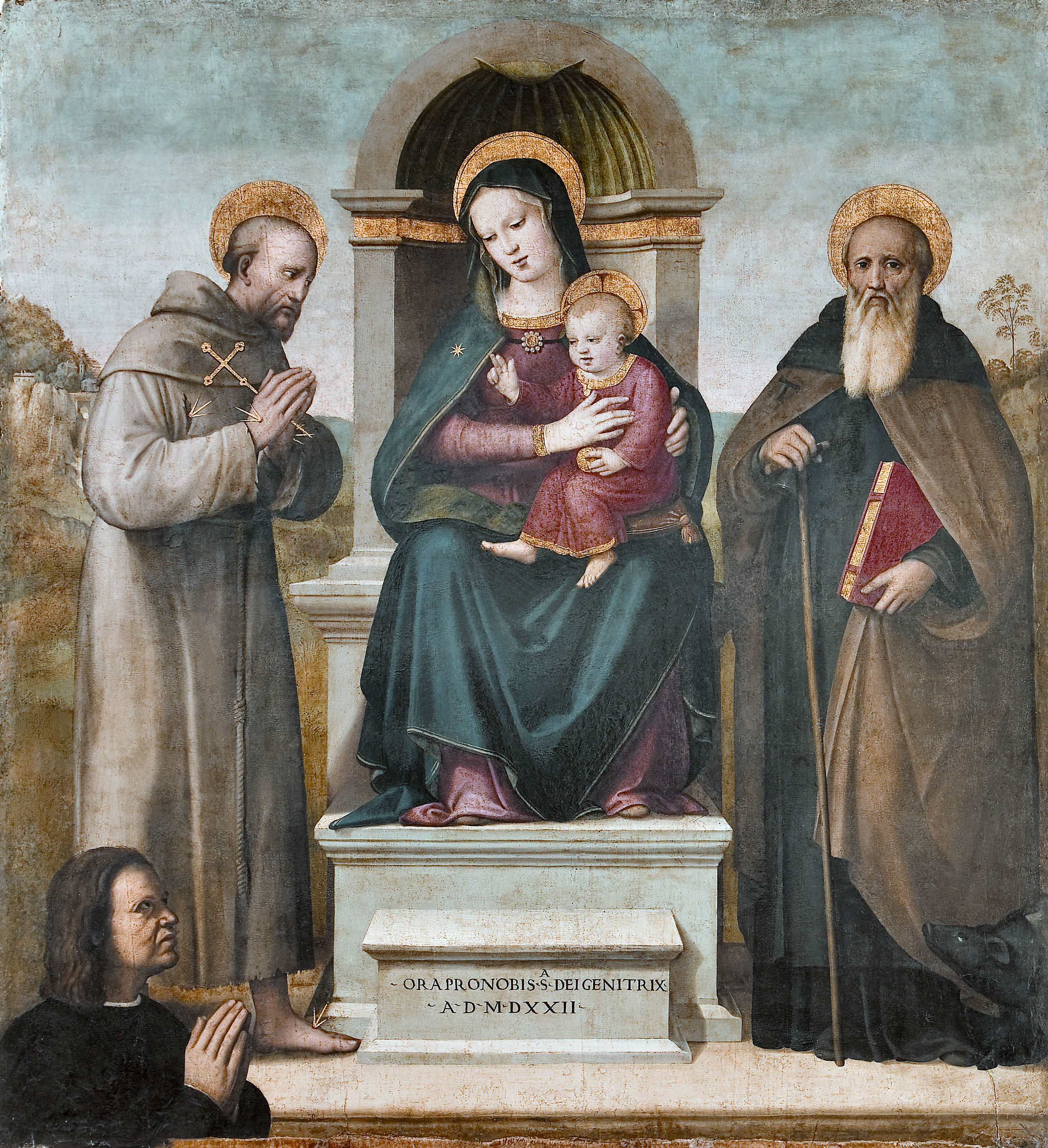
Madonna in trono con Bambino e santi, Certaldo, Museo di arte sacra, 1522

Raffaello Piccinelli noto come Raffaello del Brescianino (Siena, ... – Firenze, 1545) è stato un pittore italiano del Rinascimento attivo a Siena tra il 1507 e il 1525.

## Biografia
Insieme a suo fratello Andrea, erano conosciuti come i Brescianini di Siena. Era figlio di un maestro di danza di Siena. Fu allievo di un pittore senese, di nome Giovan Battista Giusi, e insieme dipinsero una pala d'altare, raffigurante la Vergine con bambino e santi, che si trova nell'Accademia di Siena, e nel 1524 il Battesimo di Cristo, per il battistero della cattedrale della stessa città. Nel 1525 i fratelli si recarono a Firenze e nello stesso anno Andrea, e probabilmente anche Raffaello, vennero registrati nella Gilda dei pittori. Sembra che i fratelli abbiano lavorato sotto l'influenza di Fra Bartolomeo. Raffaello morì a Firenze nel 1545.